# 야부 코타
야부 코타(薮 宏太, 1990년 1월 31일 ~ )는 일본의 가수, 배우이며, 남성 아이돌 그룹 Hey! Say! JUMP의 멤버이다. 팀 내 최연장자. 신장은 178.5cm, 혈액형은 A형이다.
가나가와현 출신. STARTO ENTERTAINMENT 소속.

## 약력
- 2001년 9월 23일, 쟈니즈 사무소의 오디션을 보고 레슨생으로서 입소. 12월, 쟈니즈 Jr. 유닛·Ya-Ya-yah가 결성되어 멤버가 됐다.
- 2002년 5월 15일에 Ya-Ya-yah로서, NHK 애니메이션 《닌타마 란타로》의 주제가 〈용기 100%/세계가 하나로 될 때까지〉로 CD 데뷔. 야오토메 히카루가 가입할 때까지는 아카마 나오야와 메인 보컬을 맡았다.
- 2005년 4월에 호리코시 고등학교 입학.
- 2007년 9월 21일부터 Hey! Say! JUMP의 멤버로 선택되어, 11월 14일에 CD 데뷔.
- 2008년 2월 17일에 호리코시 고등학교 졸업.
- 2012년 1월 2일 개최한 Hey! Say! JUMP의 콘서트에서, 와세다 대학 인간과학부 인간정보과학과(통신 과정)에 합격해, 4월부터 입학하는 것을 발표[1][2].

## 솔로곡
- 僕はただ… / 나는 단지… ※《PLAYZONE 2002 애사》 사운드트랙 CD에 수록.

## 작사
- スクール革命 / 스쿨 혁명
- score
- DREAMER
- Screw
- スナップ / 스냅
- スクランブル / 스크램블
- 切なさ、ひきかえに / 안타까움, 그 대신에

## 출연

### 드라마
- 태양의 계절 (2002년 7월 7일 ~ 9월 15일, TBS) - 츠가와 타츠야(초등학생 시절) 역
- 3학년 B반 킨파치 선생님 (TBS) - 스즈키 야스지로 역
  - 제7시리즈 (2004년 10월 15일 ~ 2005년 3월 25일)
  - 스페셜 11 (2005년 12월 30일)
  - 파이널 (2011년 3월 27일)
- 임협 헬퍼 (2009년 7월 9일 ~ 9월 17일, 후지 TV) - 타카야마 미키야 역
  - 스페셜 (2011년 1월 9일)
- 화이트 라보~경시청 특별 과학 수사반~ (2014년 4월 14일 ~ 6월 23일, TBS) - 야마네 타케히코 역

### 버라이어티
- 알몸의 소년 (2002년 ~ 2009년 9월 26일, TV 아사히) ※부정기 출연
- 퐁킷키즈 21 (2002년 4월 ~ 2004년 3월, 후지 TV)
- Ya-Ya-yah (2003년 1월 5일 ~ 2007년 10월 27일, TV 도쿄)
- 백식~백으로 아는 하나의 지식~ (2007년 10월 ~ 2008년 3월, 후지 TV)
- Hi! Hey! Say! (2007년 11월 3일 ~ 2009년 9월 26일, TV 도쿄)
- 주말 YY JUMPing (2009년 10월 10일 ~ 2011년 3월 26일, TV 도쿄)
- 양양 JUMP (2011년 4월 16일 ~ 2013년 6월 30일, TV 도쿄)
- 100초 박사 아카데미 (2013년 10월 22일 ~ 2014년 3월 11일, TBS) ※준레귤러

### 무대
- SHOW극·SHOCK (2002년 6월 4일 ~ 6월 28일, 제국 극장)
- PLAYZONE 2002 애사 (2002년 7월 14일 ~ 8월 15일, 아오야마 극장·오사카 페스티벌 홀) - 왕자 역
- 닌타마 란타로 뮤지컬 (2002년 7월 20일)
- ANOTHER (2002년 8월 4일 ~ 25일, 쇼치쿠좌)
- SHOCK~is Real Shock~ (2003년 1월 8일 ~ 2월 25일, 제국 극장)
- Stand by Me (2003년 7월 25일 ~ 8월 10일, 도쿄 예술 극장 중 홀) - 고디 역
- DREAM BOY (2004년 1월 8일 ~ 5월 5일, 제국 극장·우메다 코마 극장) - 불량 소년·코타 역
- Stand by Me (2004년 7월 16일 ~ 8월 1일, 도쿄 글로브좌)
- 타키자와 연무성 (2006년 3월 7일 ~ 4월 25일, 신바시 연무장)
- One!-the history of Tackey- (2006년 9월 15일 ~ 28일, 닛세이 극장)
- 타키자와 연무성 2007 (2007년 7월 3일 ~ 29일, 신바시 연무장)
- DREAM BOYS (2008년 3월 4일 ~ 30일, 제국 극장)
- SHE LOVES ME (2009년 12월 12일 ~ 2010년 1월 31일, 히비야 시어터 크리에) - 주연·조지 노워크 역
- 40캐럿 (2013년 9월 2일 ~ 24일, 오사카 쇼치쿠좌·도쿄 예술 극장) - 주연·윌 역
- JOHNNYS' 2020 WORLD (2013년 12월 7일 ~ 2014년 1월 27일, 제국 극장)